# La Petite Exilée
Pour plus de détails, voir Fiche technique et Distribution.
La Petite Exilée (titre original : Princess O'Rourke) est un film américain réalisé par Norman Krasna, sorti en 1943.

## Synopsis
Une princesse visite New York, mais ne s'amuse pas du tout. Du coup, Son oncle suggère qu'elle aille passer quelques jours à San Francisco. Mais, comme prendre l'avion la rend nerveuse, pour calmer sa peur de l'avion, elle prend un somnifère avant le décollage. Puis, encore d'autres pendant le vol... Mais quand le mauvais temps force l'appareil à retourner à New York, la jeune femme somnolente et incapable de dire qui elle est, est prise en charge par le pilote, Edward O'Rourke, qui la porte à son appartement pour y passer la nuit, ne sachant pas du tout qu'il héberge une princesse...

## Fiche technique
- Titre : La Petite Exilée
- Titre original : Princess O'Rourke
- Réalisation : Norman Krasna
- Scénario : Norman Krasna
- Production : Hal B. Wallis
- Société de production et de distribution : Warner Bros. Pictures
- Photographie : Ernest Haller
- Musique : Frederick Hollander
- Direction artistique : Max Parker
- Décorateur de plateau : George James Hopkins
- Costumes : Orry-Kelly
- Montage : Warren Low
- Pays d'origine : États-Unis
- Format : Noir et blanc - Son : Mono (RCA Sound System)
- Genre : Comédie romantique
- Durée : 94 minutes
- Dates de sortie :
  - États-Unis : 23 octobre 1943

## Distribution
- Olivia de Havilland : Princesse Maria/Mary Williams
- Robert Cummings : Eddie O'Rourke
- Charles Coburn : Holman, l'oncle de Maria
- Jack Carson : Dave Campbell
- Jane Wyman : Jean Campbell
- Harry Davenport : Juge de la cour suprême
- Gladys Cooper : Miss Haskell
- Minor Watson : M. Washburn
- Nan Wynn : La chanteuse de Night-club
- Curt Bois : Comte Peter de Candome
- Ray Walker : G-Man

Et, parmi les acteurs non crédités :
- Julie Bishop : Hôtesse
- Ruth Ford : Clare Stillwell
- Vera Lewis : Matilda
- Frank Puglia : Le propriétaire du café grec

## Autour du film
Norman Krasna a obtenu l'oscar du meilleur scénario original lors de la 16e cérémonie des Oscars, en 1944.